# Feliks Woytkowski
Feliks Woytkowski (ur. 20 maja 1892 w Grzymałowie, zm. 8 maja 1966 w Krakowie) – polski podróżnik i zoolog. 

## Życiorys
Feliks Woytkowski urodził się w Grzymałowie, na dawnych terenach Małopolski Wschodniej. W 1911 roku ukończył gimnazjum we Lwowie. Dalszą naukę na uczelniach wyższych kontynuował we Francji i Anglii. Po wybuchu I wojny światowej wstąpił do oddziałów gen. Hallera. W roku 1920 powrócił do Polski, by następnie wraz z rodziną wyjechać do Peru. Zamieszkał w Limie, gdzie zatrudnił się jako uniwersytecki lektor języka francuskiego. Jednocześnie swój czas poświęcał badaniom flory i fauny peruwiańskiej. Z biegiem czasu jego pasja do botaniki stała się głównym źródłem utrzymania. Dzięki nawiązanym kontaktom z naukowcami ze Stanów Zjednoczonych począł zbierać i gromadzić dla nich okazy zoologiczne i botaniczne. 

## Wyprawy badawcze
W latach 1929–1964 odbył ok. 60 wypraw w głąb górzystych terenów Peru, zwanych Montania, oraz spenetrował prowincje Tarma, Pasco, Lima, Juaja, Pacasmayo, Cajamarca, Chachapoyas, Moyobamba, Huanuco, Caňete, Huancayo, Huanta, Huamanga, La Mar, San Miguel, Ukajali, Coronel, Portillo, San Martin, Cutervo, Jean, Paita, Tumbes, Sullana, Cusco, Quispicanchi, Paucartambo, Madre de Dios, Oxapampa, Lambayeque i Saposoa. Brał udział w licznych ekspedycjach naukowych Uniwersytetu Kalifornijskiego, współpracował z wieloma instytutami naukowymi z Europy i obu Ameryk. Dla nich dostarczał zamawiane lub zupełnie nowe okazy, m.in. ponad tysiąc nieznanych nauce gatunków owadów - niektóre z nich zostały nazwane jego imieniem.
Poza pracami entomologicznymi prowadził również badania florystyczne, dostarczając setki gatunków roślin botanikom ze Stanów Zjednoczonych, ogrodom botanicznym w Limie, Missouri i Berkeley. 
Feliks Woytkowski zajmował się również, przez siedem lat, zbieraniem roślin leczniczych dla przemysłu farmaceutycznego CIBA. Efektem jego pracy był zbiór roślin leczniczych liczący ok. 80 tys. okazów z ponad 5 tys. gatunków. 
Feliks Woytkowski prowadził szczegółowe notatki ze swoich wypraw, w których zamieszczał opisy znalezisk oraz własne przeżycia, fotografie, szkice i czystorysy map. Wszystko przywiózł do Polski, gdzie po jego śmierci S. Wielopolska zebrała i wydała je w formie pamiętnika Woytkowskiego.
Feliks Woytkowski w swoich relacjach opisywał również napotkane plemiona indiańskie, głównie Indian Campa z selwy oraz Indian Aguaruna, żyjących w górskich wioskach i Indian Lamisto z okolic miasta Tarapoto.
Pomimo swej pracy, Woytkowski prowadził życie bardzo ubogie, w wyniku czego, bez pieniędzy i z nadszarpniętym zdrowiem, powrócił do Polski w 1965 roku. Zamieszkał u swego brata w Krakowie, gdzie 8 maja 1966 zmarł.